# Cá phổi Queensland
Cá phổi Queensland (Neoceratodus forsteri), còn được gọi là cá phổi Úc, cá hồi Burnett và barramunda, là một thành viên của họ Neoceratodontidae và bộ Ceratodontiformes. Nó là một trong duy nhất sáu loài cá phổi còn sinh tồn trên thế giới. Đặc hữu ở Úc, họ Neoceratodontidae là một họ cổ thuộc lớp Sarcopterygii (cá vây thùy).
Niên đại hóa thạch của nhóm này có từ 380 triệu năm trước, khoảng thời gian khi các lớp động vật có xương sống cao hơn đã bắt đầu phát triển. Hóa thạch của các loài cá phổi gần giống như loài này đã được phát hiện ở miền bắc New South Wales, cho thấy rằng Neoceratodus đã hầu như không thay đổi trong hơn 100 triệu năm, khiến cho nó được xem là một hóa thạch sống, và là một trong các chi động vật có xương sống sống lâu đời nhất trên hành tinh.
Nó là một trong sáu đại diện còn sống của loài thở không khí cổ đại Dipnoi (cá phổi) phát triển mạnh trong kỷ Devon (khoảng 413–365 triệu năm trước) và là chia nhóm với tất cả các thành viên khác của dòng dõi này.
Năm loài cá phổi nước ngọt khác, bốn ở châu Phi và một ở Nam Mỹ, có hình thái rất khác với N. forsteri. Cá phổi Queensland có thể sống trong vài ngày ngoài nước, nếu nó được giữ ẩm, nhưng sẽ không sống sót trong tình trạng cạn kiệt nước, không giống như các đồng loại ở châu Phi.
Khu định cư nhỏ Ceratodus, Queensland bắt nguồn từ tên của loài cá phổi Úc. Loài này được đặt tên để vinh danh người ngồi xổm và chính trị gia William Forster.

## Phân bố và môi trường sống
Cá phổi Queensland chỉ có nguồn gốc từ hệ thống Mary và sông Burnett ở phía đông nam Queensland. Loài này đã phân bố thành công đến các con sông khác ở phía Nam hơn, bao gồm Brisbane, Albert, Stanley, và Sông Coomera và hồ chứa Enoggera trong thế kỷ qua. Cá phổi Úc cũng đã được giới thiệu đến Pine, Caboolture, và sông Condamine, nhưng khả năng sống sót và sinh sản thành công hiện tại vẫn chưa được biết. Trước đây phổ biến rộng rãi, có lúc ít nhất bảy loài cá phổi ở Australia.

## Hình ảnh

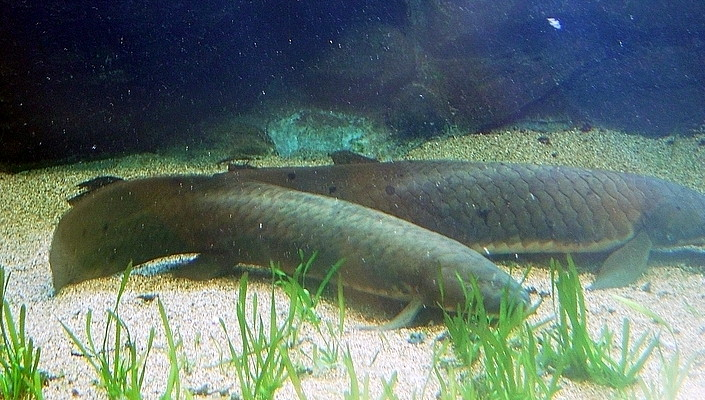
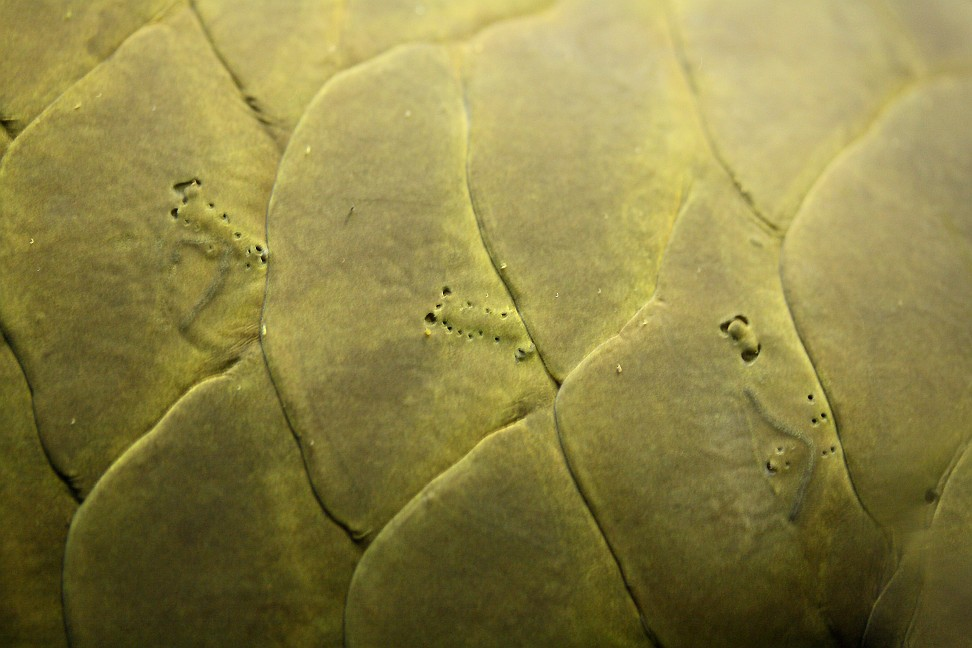
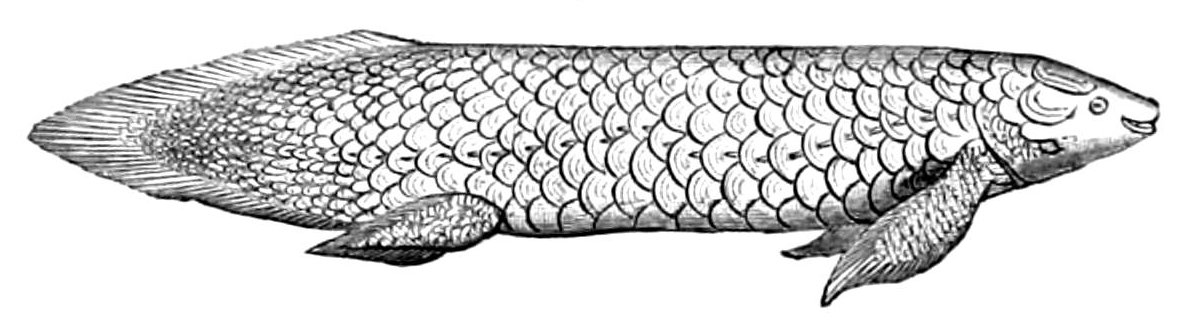
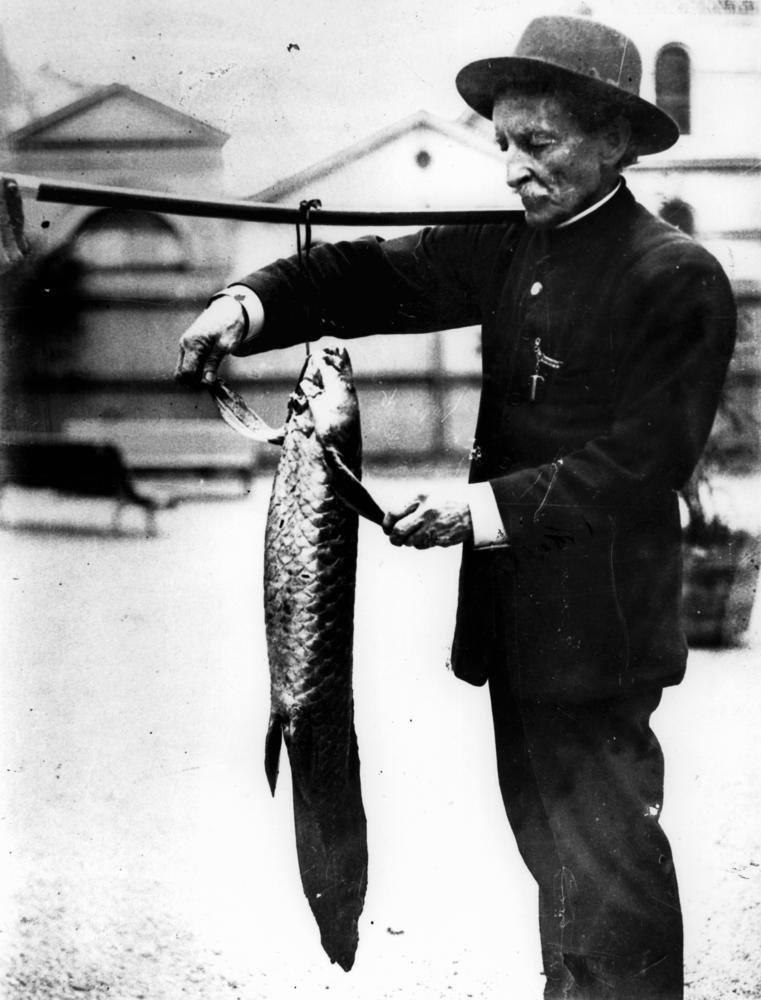